# Navojoa (kommun)
Navojoa är en kommun i Mexiko.   Den ligger i delstaten Sonora, i den västra delen av landet, 1 400 km nordväst om huvudstaden Mexico City.
Följande samhällen finns i Navojoa:

- Navojoa
- 5 de Junio
- Bemelabampo
- Buenavista
- Buáraje Viejo
- Capohuiza
- Chihuahuita
- Chinotahueca
- Chirajobampo
- Colegio del Pacífico
- El Chapote
- El Dátil
- El Jijiri
- El Jopo
- El Recodo
- El Sifón
- El Siviral
- Etchohuaquila
- Guaymitas
- Huebampo
- Jostahueca
- Kutantaka
- La Laguna de Tesia
- La Pera
- Loma del Refugio
- Los Bahuises
- Los Limones
- Palo Blanco
- Pueblo Mayo
- Punta de la Laguna
- Rancho Camargo
- Rancho del Padre
- San Antonio de los Ibarra
- San Francisco
- San Pedrito
- Santa Rosa
- Sapochopo
- Sapomora
- Sinahuiza
- Sivacobe
- Tetapeche